# František Parolek
František Parolek (28. července 1882 Staré Hutě u Uherského Hradiště – 6. července 1926 Praha) byl český malíř, archivář, básník, esejista a legionář. Používal také pseudonymy Satyr-Féz nebo Boleslav Volyňský.

## Život
Narodil se na moravském Slovácku v obci Staré Hutě do rodiny chalupníka Cyrila Parolka. Byl od mládí umělecky nadán, ale žádnou uměleckou školu nestudoval. Pracovní příležitosti hledal především ve vzdálenějších krajích, jako například v Haliči nebo na Ukrajině. Spolu s mladším bratrem, akademickým malířem Klementem Parolkem, se živili výzdobou kostelů, klášterů a podíleli se i na dekoraci kyjevského divadla.
V roce 1914 pobýval v Rusku a zde jej také zastihl začátek první světové války. V srpnu tohoto roku se přihlásil do České družiny a podobně jako jiní výtvarníci působil i on v Ruské armádě jako průzkumník a jeho úkolem bylo zakreslování pozic, panoramat a také vojenských map. V roce 1917 se zasloužil o založení a vybavení fotografické laboratoře při Československé střelecké brigádě. V červenci 1917 se účastnil bitvy u Zborova, jejíž průběh podrobně popsal ve svém deníku a místa bitvy důkladně se svojí skupinou fotograficky zachytil. Po bolševickém převratu v Rusku se dostal s ostatními legionáři na Sibiř. Zde se mimo jiné věnoval umělecké činnosti, fotografii a malbě. Podle vzpomínek syna Radegasta měl i kapitán Parolek v Irkutsku svůj výtvarný ateliér v jednom z československých „těplušek“ (zateplených vagónů). 

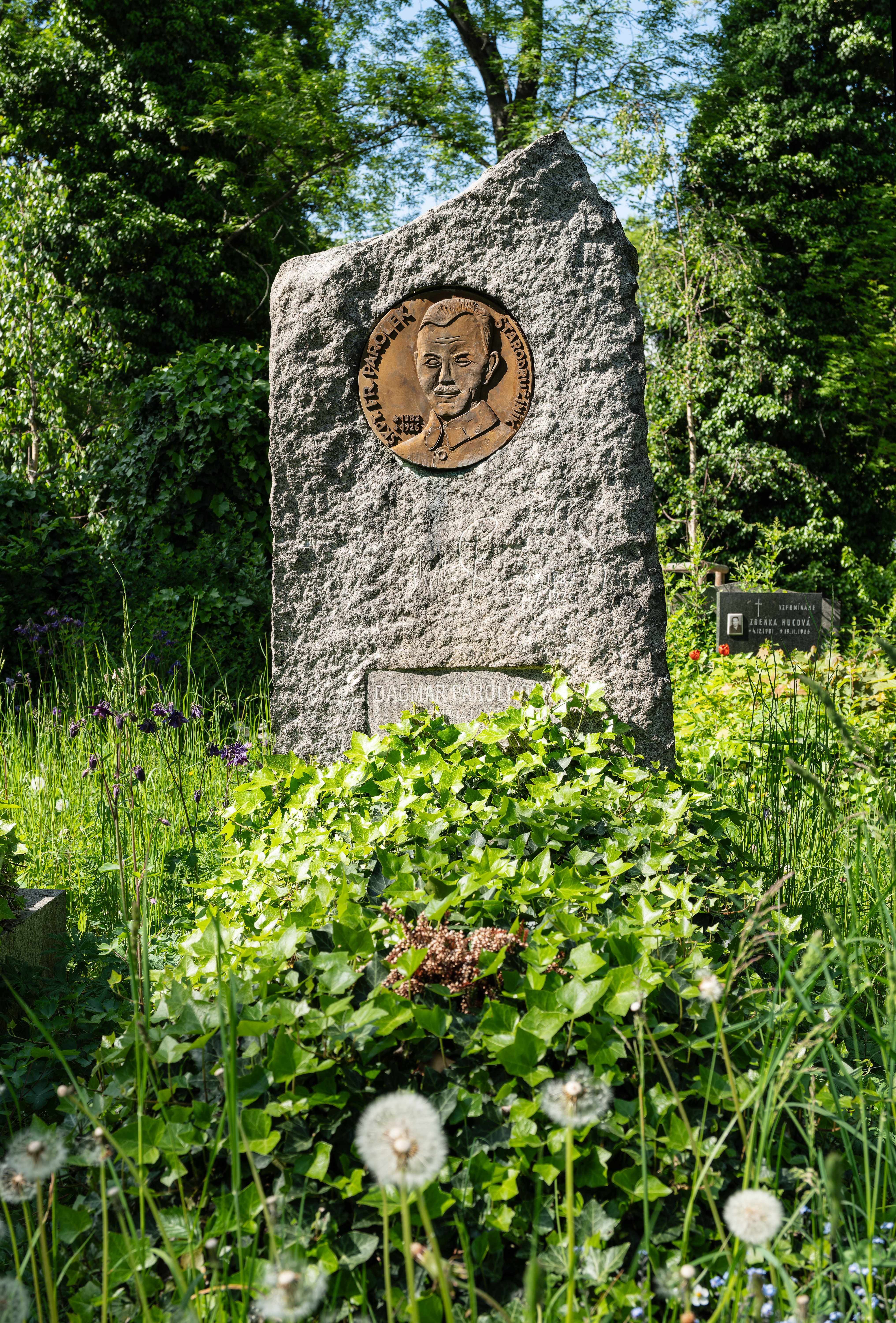
Hrob Františka Parolka a jeho ženy Dagmar Parolkové na Olšanských hřbitovech, stav v květnu 2025

V Irkutsku se František Parolek také seznámil se svou budoucí ženou Dagmar Salmiņšovou, která pocházela z Rigy. Ještě tam se s ní v roce 1919 oženil a o rok později přijeli manželé Parolkovi do Československa. Usadili se v legionářské kolonii v pražské čtvrti Podolí a postupně se jim narodily tři děti: synové Radegast a Mojmír a dcera Dagmar. Po válce Parolek zůstal ve službách československé armády a patřil zakladatelům pražského Památníku odboje. Zde zřídil a vedl fotoarchiv a měl hlavní zásluhu na prvotním zpracování a roztřídění fotografického materiálu z československých legií. V roce 1926 však zemřel na tuberkulózu a o tři roky později zemřela i jeho manželka. 
Jejich osiřelých potomků se ujal Parolkův přítel z legií, štábní kapitán Otakar Vaněk.
František Parolek se téměř celý život věnoval fotografii, kresbě, malbě a psal také básně. Vytvořil velké množství dokumentárního materiálu z ruských bojišť a rovněž jeho detailní a realistické kreslířské záznamy jsou důležitým dokumentem ze života československých legií.

## Zastoupení v galeriích
- Vojenský historický ústav Praha
- Národní muzeum Praha (spravuje pozůstalost Fr. Parolka)
- Depozitář zámku Buchlovice

## Galerie

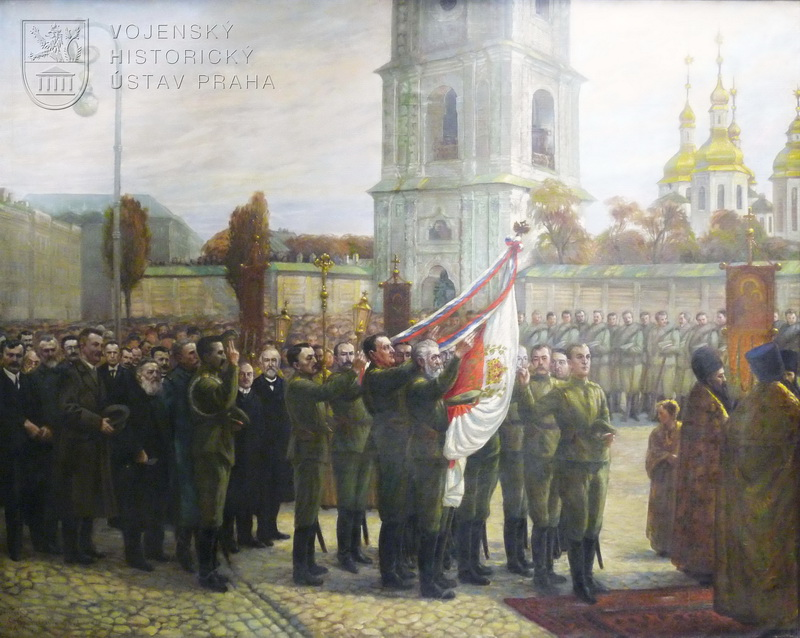
Přísaha a slavnostní svěcení praporu České družiny v Kyjevě 28. září 1914
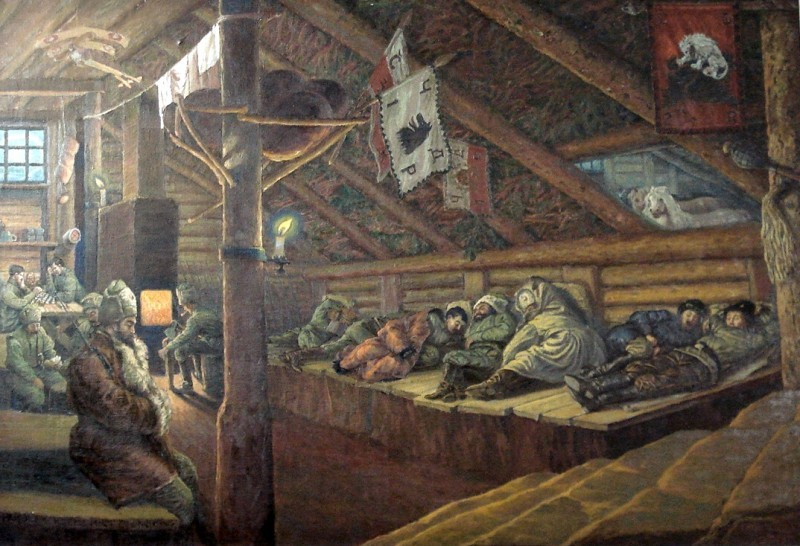
V zemljance České družiny (1925)
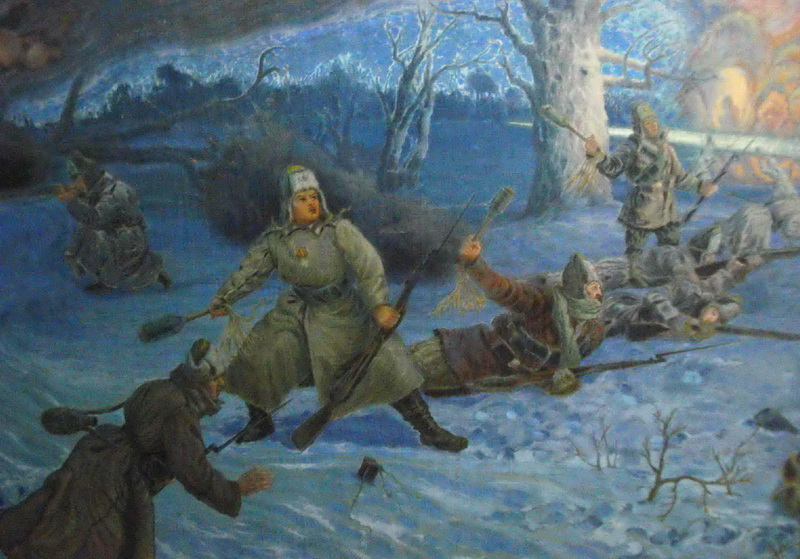
Rozvědka České družiny (1915)
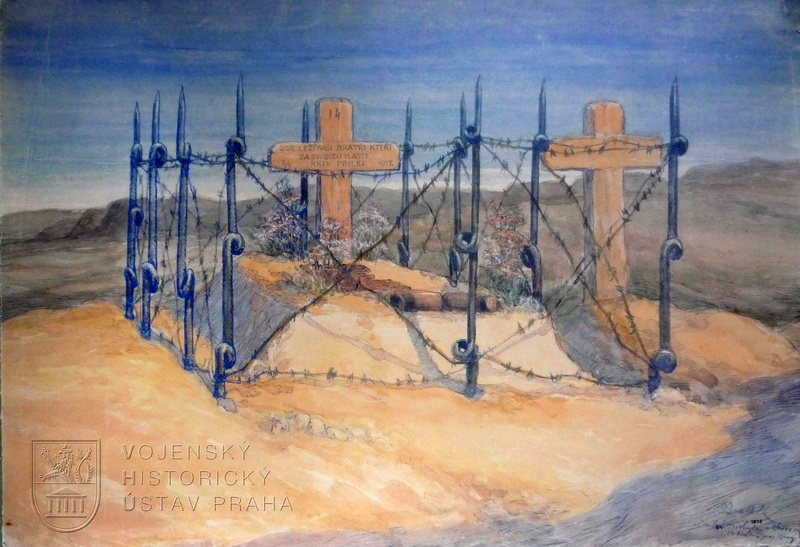
Druhá mohyla u Zborova (1917)
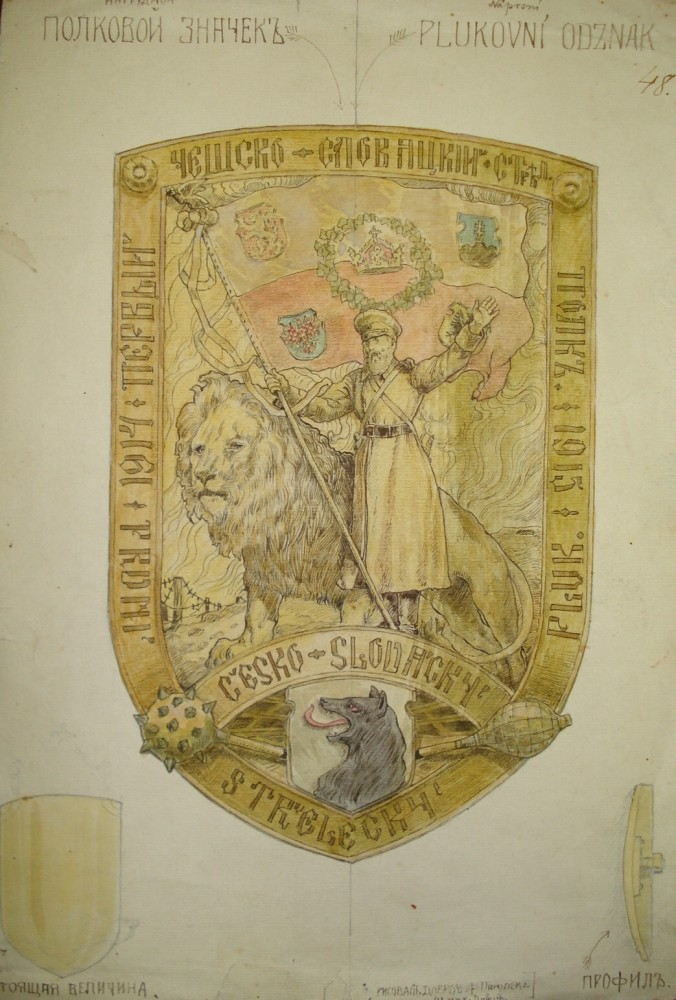
Návrh odznaku 1. střeleckého pluku čs. legií v Rusku (1916)